# Acetat de plumb
Acetatul de plumb este o sare plumbului cu acidului acetic, cu rolul în demonstrarea formării de acid acetic în urma reacției:
(CH3COO)2Pb + 2HCl → 2CH3COOH + PbCl2
Este adesea folosit în medicină (sub denumirea de apă de plumb), dar și în industria textilă ca mordant și la obținerea altor combinații ale plumbului.
Acetatul de plumb mai este utilizat si in Industria Alimentara pentru evidențierea prezenței H2S (hidrogenului sulfurat) din produsele de origine animală.